# Een vriend zien huilen
Een vriend zien huilen is een single van Herman van Veen. Het is afkomstig van zijn albums Carré V (live). De platenhoes was van ZAK.
Een vriend zien huilen, cover van Jacques Brels Voir un ami pleurer, verscheen al als B-kant bij single Zo vrolijk in een studioversie van album Anne. Hier kwam het als live-uitvoering op de markt. Liesbeth List nam in 1996 Willem Wilminks versie op. Johan Verminnen gebruikte in 1984 dezelfde titel voor zijn vertaling van het lied van Brel; Frank Vander linden (2009) gebruikte Verminnens versie.
Wie was die man? is een lied geschreven door Van Veen zelf met Erik van der Wurff en Nard Reijnders. Van Veen vraagt zich af wie toch de ontwerpers en bouwers van de cel zijn, waarin hij zit opgesloten.
De Nederlandse Top 40 , de Nationale Hitparade, de Belgische BRT Top 30 en Vlaamse Ultratop 30 werden niet bereikt.
In 2005 verscheen een versie van de Utrechtse band Dial Prisko op de cd 'We hebben maar een paar minuten tijd', een door 3VOOR12/Utrecht georganiseerd eerbetoon van zestien Utrechtse acts aan Herman van Veen.